# PAE Kerkyra
AOK Kerkyra (grec: AOK Κέρκυρα), és un club de futbol grec, de la ciutat de Corfú, que juga a la Superlliga de Grècia.